# هيورينهيم
هيورينهيم (بالفرنسية: Heuringhem)‏ هي بلدية تقع في إقليم باد كاليه من منطقة نور با دو كاليه في شمال فرنسا. تبلغ مساحة هذه المدينة 5.79 (كم²)، وترتفع عن سطح البحر 35 م، يبلغ عدد سكانها 1374 نسمة حسب إحصاء المعهد الوطني للإحصاء والدراسات الاقتصادية سنة 2009 م. وترأس Jean-Paul Lefait البلدية خلال فترة (2008-2014).